# Povedilla
Povedilla község Spanyolországban, Albacete tartományban. Lakosainak száma 392 fő (2024).

## Földrajza
Povedilla Alcaraz és Villanueva de la Fuente községekkel határos.

## Népesség
A település lakosságának változását az alábbi diagram mutatja:
| Lakosok száma | 698  | 645  | 611  | 571  | 543  | 484  | 463  | 430  | 401  | 392  |
|               | 2001 | 2004 | 2006 | 2009 | 2011 | 2014 | 2016 | 2019 | 2021 | 2024 |